# Czasownik przechodni
Czasownik przechodni – czasownik, który może posiadać dopełnienie bliższe. Czasowniki przechodnie mogą tworzyć formy strony biernej, np. wybrać. Czasownik przechodni wymaga podania bytu będącego punktem wyjścia czynności (agensa) oraz bytu będącego punktem docelowym czynności (pasjensa).